# كنان (اسم)
كنان اسم علم مذكر عربي، معناه في اللغة العربية الغطاء، الوِقاء، السَّتر. من الفعل كنَّ الشيء: ستره وغطاه، وهو صيغة مبالغة لاسم الفاعل، من الفعل كنَّ.

## التراث الديني
- ورد في القران الكريم في سورة الإسراء الآية 46 { وجعلنا على قلوبهم أكنة أن يفقهوه } أي جعلنا على قلوبهم أغطية؛ لئلا يفهموا القرآن.[3]
- وورد في القران الكريم كذلك في سورة النحل الآية 81 { وجعل لكم من الجبال أكنانا } أي أماكن يسكنون فيها.[4]

## أعلام حملوا اسم كنان
- محمد بن كنان المتوفي سنة 1741م من علماء دمشق.
- ابن كنان الصالحي مؤرخ من دمشق عاش في القرن التاسع عشر.
- كينان ابن أنوش حفيد شيث ابن آدم عليه السلام.
- كنان بن حصين من اصحاب رسول الله صلى الله عليه وسلم حَليف حمزة بن عبد المطلب.
- كنانة بن عتيق من اصحاب الحسين عليه السلام.
- كنان إميرزالي أوغلو ممثل وعارض ازياء تركي.
- كنان شوبان ممثل تركي بطل مسلسل وادي الذئاب.
- كنان دوغلو مغني ومنتج موسيقي تركي.
- كينان طومسون ممثل كوميدي أمريكي.